# Nouic
 Nouic  (en occitano Noic) es una población y comuna francesa, situada en la región de Lemosín, departamento de Alto Vienne, en el distrito de Bellac y cantón de Mézières-sur-Issoire.

## Demografía
| 794 | 754 | 608 | 561 | 539 | 487 | 537 |
| Para los censos de 1962 a 1999 la población legal corresponde a la población sin duplicidades (Fuente: INSEE [Consultar]) |     |     |     |     |     |     |